# Tmesisternus bilaterimaculatus
Tmesisternus bilaterimaculatus là một loài bọ cánh cứng trong họ Cerambycidae.